# Adenbüttel

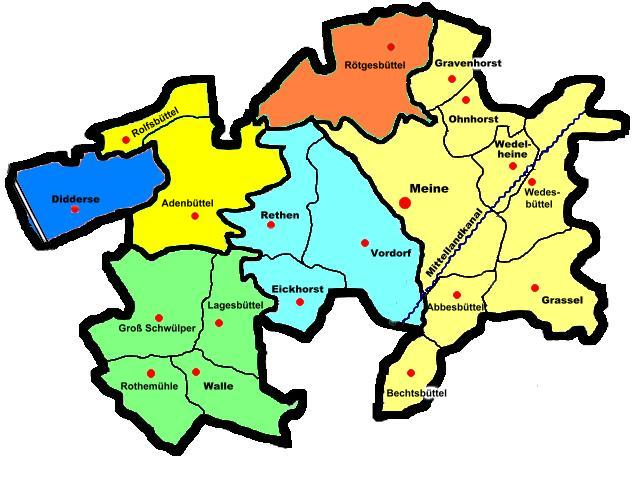
Bản đồ Papenteich

Adenbüttel là một đô thị thuộc huyện Gifhorn, trong bang Niedersachsen, Đức. Đô thị này có diện tích 13,71 km². Đô thị này thuộc Samtgemeinde Papenteich. Đô thị Adenbüttel gồm các làng Adenbüttel và Rolfsbüttel
Adenbüttel nằm về phía bắc của Braunschweig, giữa Harz và Lüneburg Heath. Các đô thị giáp ranh: Wolfsburg, Salzgitter, Wolfenbüttel, Gifhorn, Peine và Celle.